# Trude Krakauer
Trude Krakauer, geborene Gertrude Keller, (* 30. Mai 1902 in Wien; † 25. Dezember 1995 in Bogotá) war eine österreichische Übersetzerin und Schriftstellerin.
Sie emigrierte 1938 nach Bogotá und übersetzte lateinamerikanische Autoren ins Deutsche. Ihre eigenen Dichtungen und Prosa blieben überwiegend unveröffentlicht.

## Leben
Gertrud Krakauer war die Tochter des Kinderarztes Heinrich Keller, sozialdemokratischer Bezirksrat und Romanautor und dessen Frau Nelly, geb. Winter. Ihr Vater konvertierte unter dem Einfluss der Philosophie Moses Mendelssohns zum Protestantismus. Gertrud Krakauer wuchs in einer antiklerikalen freigeistigen literarischen Atmosphäre auf und interessierte sich sehr früh für Literatur. Nach dreijährigem Besuch der Volksschule am Karlsplatz wechselte sie auf das Gymnasium in der Albertgasse, besuchte 1920 die Fürsorgeschule in Wien, machte den Abschluss aber nicht. Danach studierte sie zunächst Medizin, wechselte aber nach vier Semestern zur Staatswissenschaft. Ihre Lehrer waren neben anderen Othmar Spann und Hans Kelsen. Ihre Dissertation reichte sie bei Max Adler ein.
Von 1934 bis zum Anschluss Österreichs an das Deutsche Reich 1938 arbeitete sie illegal bei der Kommunistischen Partei, wurde dann arbeitslos und konvertierte zum Judentum als Bekenntnis zu den Verfolgten. Sie konnte das Land verlassen und fand Schutz in Kolumbien.
2009 wurde in der Wiener Donaustadt der Trude-Krakauer-Weg nach ihr benannt.

## Werke
- Niewiederland. Gedichte. Theodor Kramer Gesellschaft, Wien, 2013 ISBN 978-3-901602-49-8.